# Marihuana Tax Act of 1937

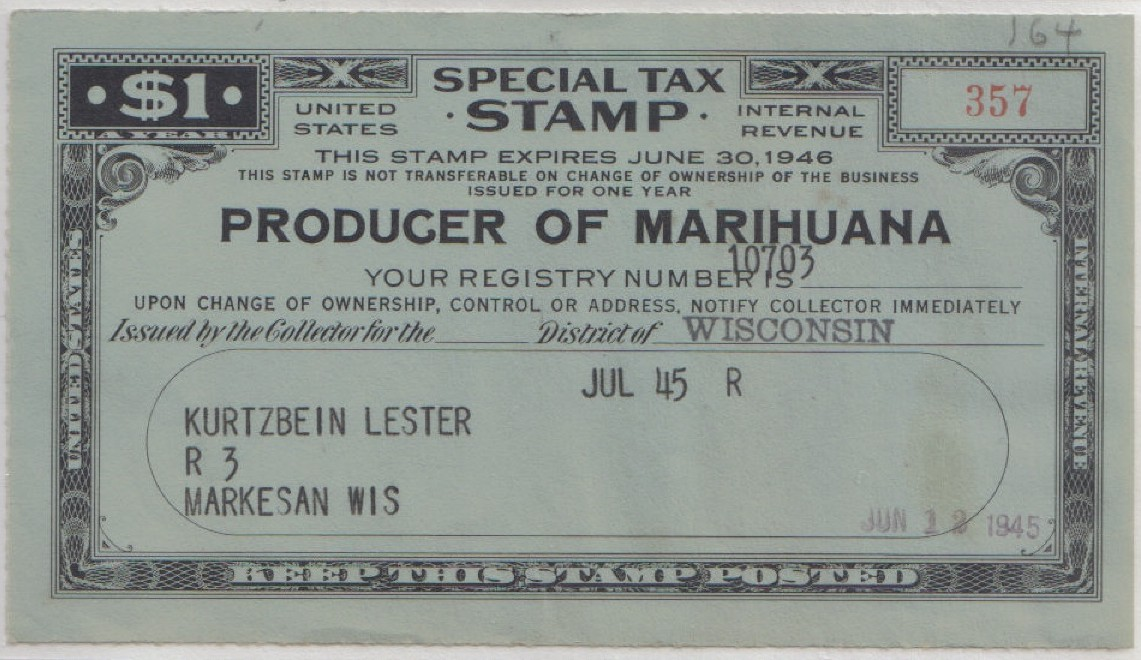
Selo de produtor de maconha.

Desde a aurora da civilização as pessoas cultivaram uma planta, conhecida cientificamente como cannabis e na agricultura como hemp, pela sua fibra, semente, e propriedades farmacêuticas. Por todo o mundo, os registros da arqueologia e da história revelam que a humanidade inteira reconheceu os benefícios dessa planta única. Esse reconhecimento acabou abruptamente em 1930, quando a recém criada Agência Federal de Narcóticos começou a educar o público Americano sobre ‘marihuana’, que era o nome como o hemp era coloquialmente conhecido na região de Sonoran no México.
Entre 1930 e 1934, a Agência compilou uma grande quantidade de desinformações que sugeriam que o uso de marihuana estava diretamente ligado ao crime, que induzia comportamento violento, e causava insanidade. Então, subtamente, em 1935, a Agência inundou a nação com propagandas educativas contra o uso de marihuana. Durante este ato de demonização, a Agência citou continuamente o seu próprio material acumulado de desinformação como um precedente para a legislação no nível federal. Através dessa fraude estudada, a Agência fez efetivamente um lobby para a aprovação da ‘Lei de Taxação da Marihuana’ (‘Marihuana Tax Act’) de 1937, que restringiu consideravelmente o uso, distribuição, e produção de marihuana. As restrições sobre marihuana automaticamente implicaram em restrições significativas sobre o cultivo de hemp.